# Delia jilinensis
Delia jilinensis är en tvåvingeart som beskrevs av Chen 1988. Delia jilinensis ingår i släktet Delia och familjen blomsterflugor. Inga underarter finns listade i Catalogue of Life.